# Naoyuki Fujita
Naoyuki Fujita (藤田 直之?, Fujita Naoyuki; Fukuoka, 22 giugno 1987) è un ex calciatore giapponese, di ruolo centrocampista.

## Caratteristiche tecniche
È un centrocampista centrale.

## Carriera

### Nazionale
Nel 2015 ha giocato una partita con la nazionale giapponese.

## Statistiche

### Presenze e reti nei club
Statistiche aggiornate al 6 luglio 2024.
| Stagione            | Club                | Campionato          | Campionato | Campionato | Coppe nazionali | Coppe nazionali | Coppe nazionali | Coppe continentali | Coppe continentali | Coppe continentali | Altre coppe | Altre coppe | Altre coppe | Totale | Totale |
| Stagione            | Club                | Comp                | Pres       | Reti       | Comp            | Pres            | Reti            | Comp               | Pres               | Reti               | Comp        | Pres        | Reti        | Pres   | Reti   |
| ------------------- | ------------------- | ------------------- | ---------- | ---------- | --------------- | --------------- | --------------- | ------------------ | ------------------ | ------------------ | ----------- | ----------- | ----------- | ------ | ------ |
| 2009                | Fukuoka Daigaku     | -                   | -          | -          | CG              | 1               | 1               | -                  | -                  | -                  | -           | -           | -           | 1      | 1      |
| 2010                | Sagan Tosu          | J2                  | 32         | 4          | CG              | 1               | 1               | -                  | -                  | -                  | -           | -           | -           | 33     | 5      |
| 2011                | Sagan Tosu          | J2                  | 23         | 0          | CG              | 0               | 0               | -                  | -                  | -                  | -           | -           | -           | 23     | 0      |
| 2012                | Sagan Tosu          | J1                  | 33         | 6          | CG+CdL          | 1+4             | 0               | -                  | -                  | -                  | -           | -           | -           | 38     | 6      |
| 2013                | Sagan Tosu          | J1                  | 31         | 2          | CG+CdL          | 5+2             | 0               | -                  | -                  | -                  | -           | -           | -           | 38     | 2      |
| 2014                | Sagan Tosu          | J1                  | 32         | 1          | CG+CdL          | 2+4             | 0               | -                  | -                  | -                  | -           | -           | -           | 38     | 1      |
| 2015                | Sagan Tosu          | J1                  | 31         | 0          | CG+CdL          | 3+3             | 0               | -                  | -                  | -                  | -           | -           | -           | 37     | 0      |
| 2016                | Vissel Kōbe         | J1                  | 32         | 0          | CG+CdL          | 3+6             | 1+1             | -                  | -                  | -                  | -           | -           | -           | 41     | 2      |
| 2017                | Vissel Kōbe         | J1                  | 21         | 1          | CG+CdL          | 3+3             | 0               | -                  | -                  | -                  | -           | -           | -           | 27     | 1      |
| 2018                | Vissel Kōbe         | J1                  | 29         | 2          | CG+CdL          | 2+4             | 0+1             | -                  | -                  | -                  | -           | -           | -           | 35     | 3      |
| Totale Vissel Kōbe  | Totale Vissel Kōbe  | Totale Vissel Kōbe  | 82         | 3          |                 | 21              | 3               |                    | -                  | -                  |             | -           | -           | 103    | 6      |
| 2019                | Cerezo Osaka        | J1                  | 25         | 0          | CG+CdL          | 1+7             | 0               | -                  | -                  | -                  | -           | -           | -           | 33     | 0      |
| 2020                | Cerezo Osaka        | J1                  | 31         | 1          | CdL             | 1               | 0               | -                  | -                  | -                  | -           | -           | -           | 32     | 1      |
| 2021                | Cerezo Osaka        | J1                  | 31         | 2          | CG+CdL          | 3+2             | 0+1             | ACL                | 4                  | 0                  | -           | -           | -           | 40     | 3      |
| Totale Cerezo Osaka | Totale Cerezo Osaka | Totale Cerezo Osaka | 87         | 3          |                 | 14              | 1               |                    | 4                  | 0                  |             | -           | -           | 105    | 4      |
| 2022                | Sagan Tosu          | J1                  | 26         | 2          | CG+CdL          | 1+5             | 0               | -                  | -                  | -                  | -           | -           | -           | 32     | 2      |
| 2023                | Sagan Tosu          | J1                  | 22         | 0          | CG+CdL          | 2+2             | 1+0             | -                  | -                  | -                  | -           | -           | -           | 26     | 1      |
| 2024                | Sagan Tosu          | J1                  | 10         | 0          | CG+CdL          | 1+1             | 0               | -                  | -                  | -                  | -           | -           | -           | 12     | 0      |
| Totale Sagan Tosu   | Totale Sagan Tosu   | Totale Sagan Tosu   | 240        | 15         |                 | 37              | 2               |                    | -                  | -                  |             | -           | -           | 277    | 17     |
| Totale carriera     | Totale carriera     | Totale carriera     | 409        | 21         |                 | 73              | 7               |                    | 4                  | 0                  |             | -           | -           | 486    | 28     |

### Cronologia presenze e reti in nazionale
| Cronologia completa delle presenze e delle reti in nazionale ― Giappone | Cronologia completa delle presenze e delle reti in nazionale ― Giappone | Cronologia completa delle presenze e delle reti in nazionale ― Giappone | Cronologia completa delle presenze e delle reti in nazionale ― Giappone | Cronologia completa delle presenze e delle reti in nazionale ― Giappone | Cronologia completa delle presenze e delle reti in nazionale ― Giappone | Cronologia completa delle presenze e delle reti in nazionale ― Giappone | Cronologia completa delle presenze e delle reti in nazionale ― Giappone |
| Data                                                                    | Città                                                                   | In casa                                                                 | Risultato                                                               | Ospiti                                                                  | Competizione                                                            | Reti                                                                    | Note                                                                    |
| ----------------------------------------------------------------------- | ----------------------------------------------------------------------- | ----------------------------------------------------------------------- | ----------------------------------------------------------------------- | ----------------------------------------------------------------------- | ----------------------------------------------------------------------- | ----------------------------------------------------------------------- | ----------------------------------------------------------------------- |
| 5-8-2015                                                                | Wuhan                                                                   | Giappone                                                                | 1 – 1                                                                   | Corea del Sud                                                           | Coppa dell'Asia orientale 2015                                          | -                                                                       |                                                                         |
| Totale                                                                  |                                                                         | Presenze                                                                | 1                                                                       |                                                                         | Reti                                                                    | 0                                                                       |                                                                         |